# Zelda Fitzgerald
Zelda Fitzgerald, född Sayre den 24 juli 1900 i Montgomery, Alabama, död 10 mars 1948 i Asheville, North Carolina, var en amerikansk författare. Hon är även känd som "den förste flappern" (titulerad av maken F. Scott Fitzgerald).
Den 3 april 1920 gifte sig Zelda Fitzgerald med den amerikanske författaren F. Scott Fitzgerald. Som författare publicerade hon endast ett verk, den självbiografiska romanen Charleston (engelska: Save Me the Waltz, 1932). 1932 fick hon ett nervöst sammanbrott och diagnosticerades senare med schizofreni. Hon vårdades på mentalsjukhus och omkom där i en brand tillsammans med åtta andra patienter 1948.

## Eftermäle
- Prinsessan Zelda i TV-spelsserien "The Legend of Zelda" är döpt efter Zelda Fitzgerald.[10]